# Хамед Намуші
Хамед Намуші (араб. حامد النموشي, нар. 14 лютого 1984, Канни) — туніський футболіст, півзахисник. Виступав, зокрема, за клуб «Рейнджерс», а також національну збірну Тунісу.

## Клубна кар'єра
У дорослому футболі дебютував 2000 року виступами за команду клубу «Канн», в якій провів три сезони. 
Згодом привернув увагу представників тренерського штабу клубу «Рейнджерс», до складу якого приєднався 2003 року. Дебютував у складі «Рейнджерс»10 січня 2004 року в матчі проти «Гіберніан», вийшовши на заміну. Відіграв за команду з Глазго наступні три сезони своєї ігрової кар'єри.
З 2006 по 2013 рік грав у складі команд клубів «Лор'ян», «Сівасспор», «Фрайбург», «Гренобль» та «Етюаль дю Сахель».
До складу клубу «Локомотив» (Пловдив) приєднався 2013 року. Відіграв за команду з Пловдива 10 матчів в національному чемпіонаті, після чого 2014 року отримав статус вільного агента.

## Виступи за збірну
У 2005 році дебютував в офіційних матчах у складі національної збірної Тунісу. Наразі провів у формі головної команди країни 21 матч, забивши 1 гол.
У складі збірної був учасником розіграшу Кубка конфедерацій 2005 року у Німеччині, чемпіонату світу 2006 року у Німеччині, Кубка африканських націй 2006 року в Єгипті.